# Tegenaria hispanica
Tegenaria hispanica är en spindelart som beskrevs av Fage 1931. Tegenaria hispanica ingår i släktet husspindlar, och familjen trattspindlar.
Artens utbredningsområde är Spanien. Inga underarter finns listade i Catalogue of Life.